# Everything You Ever Wanted to Know About Silence
Everything You Ever Wanted to Know About Silence (рус. Всё, что вы хотели знать о тишине) — дебютный студийный альбом американской постхардкор-группы Glassjaw, выпущенный 9 мая 2000 года на лейбле Roadrunner Records. Ходят слухи, что после расторжения контракта с лейблом Roadrunner Records препятствовала продажам альбома. Вместо этого они поощряют слушателей скачивать и обмениваться музыкой на разных сайтах, таких как LimeWire. Росс Робинсон утверждал, что лейбл не проявлял интерес к группе, пока он не потребовал подписать с ними контракт.
Альбом был отмечен за его общий гнев и отрицательный тон с точки зрения лирики. Для него характерно ню-метал-звучание, схожее с Deftones, от которого группа впоследствии отойдёт на следующем альбоме в пользу традиционного постхардкора; в звучании пластинки также заметно влияние нью-йоркского хардкора (в частности, элементы хардкорного стиля youth crew образца 1980-х годов, присутствующие у группы), а самым влиятельным фактором, повлиявшим на звучание в целом, Glassjaw отмечала группу Youth of Today. Заглавный трек на пластинке написан о кишечном расстройстве, который диагностировали вокалисту Дэрилу Паламбо в 1996 году. Большинство песен посвящены теме неудачных отношений, а из-за необычного характера текстов, группу обвиняли в женоненавистничестве. В 2012 году группа сделала заявление по поводу осуждения их лирики.
24 марта 2009 года альбом был отремастирован. В данную версию вошли дополнительные композиции: демо-версия «Convectuoso» и кавер-версия песни «Modern Love Story» группы Youth of Today. Альбом издавался ограниченным тиражом в 10,000 копий в виде винила.

## Об альбоме

### Предыстория
Группа Glassjaw была основана в 1993 году участниками Дэрилом Паламбо и Джастином Беком в летнем лагере, где оба работали. В течение нескольких лет группа записывала демозаписи и мини-альбомы, и за это время состав группы претерпевал множественные изменения. Их состав окончательно укомплектовался к 1999 году, года в группу вошли гитарист Тодд Вейнсток, басист Мануэль Карреро и барабанщик Сэмми Зиглер. В данном составе группа забронирует себе студию для записи демо-пластинки с местным продюсером Доном Фьюри; позже эта пластинка окажется в руках у Росса Робинсона. Росса впечатлила демозапись группы и он встретился с группой на их репетиции с предложением сыграть в его студии Indigo Ranch; Росс убедил рекорд-лейбл Roadrunner Records подписать контракт с Glassjaw.

### Запись
Запись альбома длилась около двух месяцев. В то время как материал на альбоме был написан группой до начала производства, Росс оказал сильное влияние на группу в плане аранжировок песен «Pretty Lush» и «Hurting and Shoving (She Should Have Let Me Sleep)». Альбом содержит множество музыкальных элементов, которые были написаны в параллельных проектах участников Glassjaw. Как позже говорил Росс в 2000 году: «во время записи альбома нашей целью было уничтожить Adidas-рок», подразумевая ню-метал-группы как Korn и Limp Bizkit.

## Отзывы критиков
Everything You Ever Wanted to Know About Silence получил в целом положительные отзывы. Обозреватель Absolute Punk высоко оценил песни «Pretty Lush» и «Piano», но при этом отметил лихорадочное содержание в текстах на некоторых песнях и раскритиковал трек «Babe». В ретроспективном обзоре альбома рецензент Metal Sucks Майк Гиттер высоко оценил альбом. Гиттер писал, что «Glassjaw уложились словно пощёчина, в крайнем случае» и назвал альбом ориентиром. NME сравнил альбом с «Джеффом Бакли, облитым напалмом, ползущим по комнате, полной битого стекла».

## Список композиций
Все тексты песен написаны Дэрилом Паламбо. Вся музыка написана группой Glassjaw, за исключением отмеченных.
| №                   | Название                                                                       | Длительность |
| ------------------- | ------------------------------------------------------------------------------ | ------------ |
| 1.                  | «Pretty Lush»                                                                  | 2:59         |
| 2.                  | «Siberian Kiss»                                                                | 3:50         |
| 3.                  | «When One Eight Becomes Two Zeros»                                             | 4:33         |
| 4.                  | «Ry Ry's Song»                                                                 | 3:32         |
| 5.                  | «Lovebites and Razorlines» (Glassjaw, Росс Робинсон)                           | 4:10         |
| 6.                  | «Hurting and Shoving (She Should Have Let Me Sleep)» (Glassjaw, Росс Робинсон) | 3:28         |
| 7.                  | «Majour»                                                                       | 4:00         |
| 8.                  | «Her Middle Name Was Boom»                                                     | 4:16         |
| 9.                  | «Piano»                                                                        | 4:59         |
| 10.                 | «Babe»                                                                         | 1:43         |
| 11.                 | «Everything You Ever Wanted to Know About Silence» (Glassjaw, Росс Робинсон)   | 5:36         |
| 12.                 | «Motel of the White Locust» (Содержит скрытый трек "Losten")                   | 8:41         |
| Общая длительность: | Общая длительность:                                                            | 51:47        |

| №                   | Название             | Длительность |
| ------------------- | -------------------- | ------------ |
| 13.                 | «Modern Love Story»  | 1:04         |
| 14.                 | «Convectuoso» (Demo) | 4:27         |
| Общая длительность: | Общая длительность:  | 57:18        |

- В Британском издании альбома название песни «Motel of the White Locust» было заменено на «Hotel of the White Locust».

## Участники записи
| Glassjaw - Дэрил Паламбо — вокал - Джастин Бек — соло-гитара - Тодд Вейнсток — ритм-гитара - Мануэль Карреро — бас-гитара - Сэмми Зиглер — барабаны | Производственный персонал - Росс Робинсон — продюсер, микширование - Стив Эветтс — микширование - Чак Джонсон — звукорежиссёр - Тед Дженсен — мастеринг - Каз Кирийа — фотограф - Пол Браун — художественное оформление |